# Majengo (Lindi)
Majengo è una circoscrizione mista (mixed ward) della Tanzania situata nel distretto rurale di Lindi, regione di Lindi. Conta una popolazione di 6 891 abitanti (censimento 2012).